# Eric Weinberg
Eric Weinberg (...) è un produttore televisivo e sceneggiatore statunitense.
Weinberg è principalmente conosciuto per il suo lavoro nella serie televisiva Scrubs - Medici ai primi ferri, della quale ha prodotto oltre cento episodi e di cui ne ha scritti venti. È stato anche produttore esecutivo e scrittore del film per la televisione Confessions of a Dog. Ha anche prodotto e scritto parte della serie L'atelier di Veronica della NBC.
Weinberg è stato inoltre nominato per 5 Emmy Awards: 3 dei quali per il talk-show 'Politically Incorrect' (per il quale ha anche ricevuto una nomination per i WGA Awards) i restanti 2 per Scrubs - Medici ai primi ferri.